# 海口庞氏大宗祠
海口庞氏大宗祠是位于中国广东省佛山市禅城区石湾海口村的清代古建筑，公布时间为1998年4月30日公布为佛山市文物保护单位，登录名为庞氏大宗祠。2006年10月25日重新公布时更改登录名为海口庞氏大宗祠。